# Ceratocancris
Ceratocancris es un género de foraminífero bentónico de la subfamilia Ceratobulimininae, de la familia Ceratobuliminidae, de la superfamilia Ceratobuliminoidea, del suborden Robertinina y del orden Robertinida. Su especie tipo es Ceratobulimina (Ceratocancris) clifdenensis . Su rango cronoestratigráfico abarca desde el Luteciense (Eoceno medio) hasta el Mioceno inferior.

## Clasificación
Ceratocancris incluye a las siguientes especies:
- Ceratocancris ambitiosus †
- Ceratocancris caspia †
- Ceratocancris clifdenensis †
- Ceratocancris cretacea †
- Ceratocancris haueri †
- Ceratocancris hortalveus †
- Ceratocancris juctlandica †
- Ceratocancris kamchaticus †
- Ceratocancris praecursoria †
- Ceratocancris stellata †
- Ceratocancris tuberculata †

Otras especies consideradas en Ceratocancris son:
- Ceratocancris scaber, aceptado como Lamarckina scabra
- Ceratocancris seymourensis, de posición genérica incierta